# ألبان بيرج
ألبان بيرج (بالإنجليزية Alban Berg)

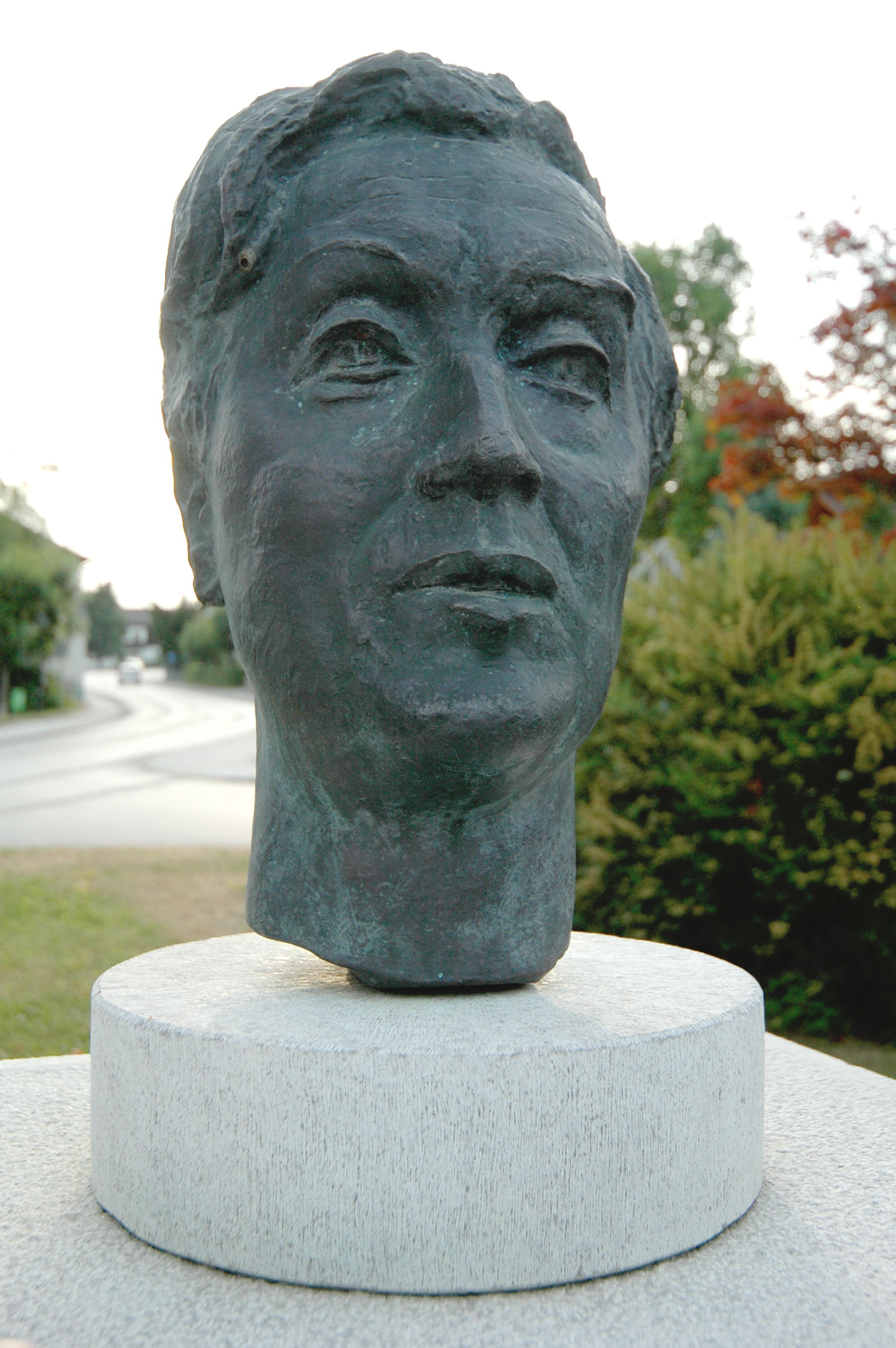
ألبان بيرج

(و. 9 فبراير 1885 – ت. 24 ديسمبر 1935)
مؤلف موسيقي نمساوي عرف إلى جانب أنطون فيبرن، كأحد تلاميذ شونبرج الرئيسيين. من مدرسه تعلم بيرج الموسيقى اللامقامية، أي الموسيقى التي يتفادى فيها استدام المركز المقامي. الطريقة الرئيسية التي طورت للموسيقى اللامقامية هي تكنيك الاثنتا عشرة نغمة، حيث كل تعمال كل النغمات الاثنتي عشرة بنفس الأهم. إلا أن بيرج مال لتطبيق هذه المبادئي أقل صرامة من شونبرج، فلم يسمح لها أبدا بالتدخل مع اهتمامه بالتعبير العاطفي. أشهر أعمال بيرج هي كونشرتو الكمان وعملين أوبرا تعبيرية قوية هي «ووتزيك» 1921 و«لولو»؛ لم يكمل عمله «لولو» أبدا لكنه عرض بنهايات تعتمد على نغماته. تشمل أعماله الأخرى سوناتا للبيانو وأغاني وعدة أعمال لموسيقى الحجرة بالأخص «المتتالية الغنائية» للرباعي الوتري 1927، التي تضم برنامج خفي يدون علاقة الحب السرية للمؤلف مع هانا فوش روبتين.

## روابط خارجية
- ألبان بيرج على موقع IMDb (الإنجليزية)
- ألبان بيرج على موقع الموسوعة البريطانية (الإنجليزية)
- ألبان بيرج على موقع مونزينجر (الألمانية)
- ألبان بيرج على موقع ألو سيني (الفرنسية)
- ألبان بيرج على موقع ميوزك برينز (الإنجليزية)
- ألبان بيرج على موقع أول موفي (الإنجليزية)
- ألبان بيرج على موقع قاعدة بيانات الأفلام السويدية (السويدية)
- ألبان بيرج على موقع إن إن دي بي (الإنجليزية)
- ألبان بيرج على موقع أول ميوزيك (الإنجليزية)
- ألبان بيرج على موقع ديسكوغز (الإنجليزية)